# Jean Couturier (basket-ball)
Pour les articles homonymes, voir Jean Couturier et Couturier.
Jean Couturier, né le 17 juillet 1911 à Trosly-Breuil et mort le 2 février 1994 à Reims, est un joueur français de basket-ball.